# Wilhelm Helenus van Vloten

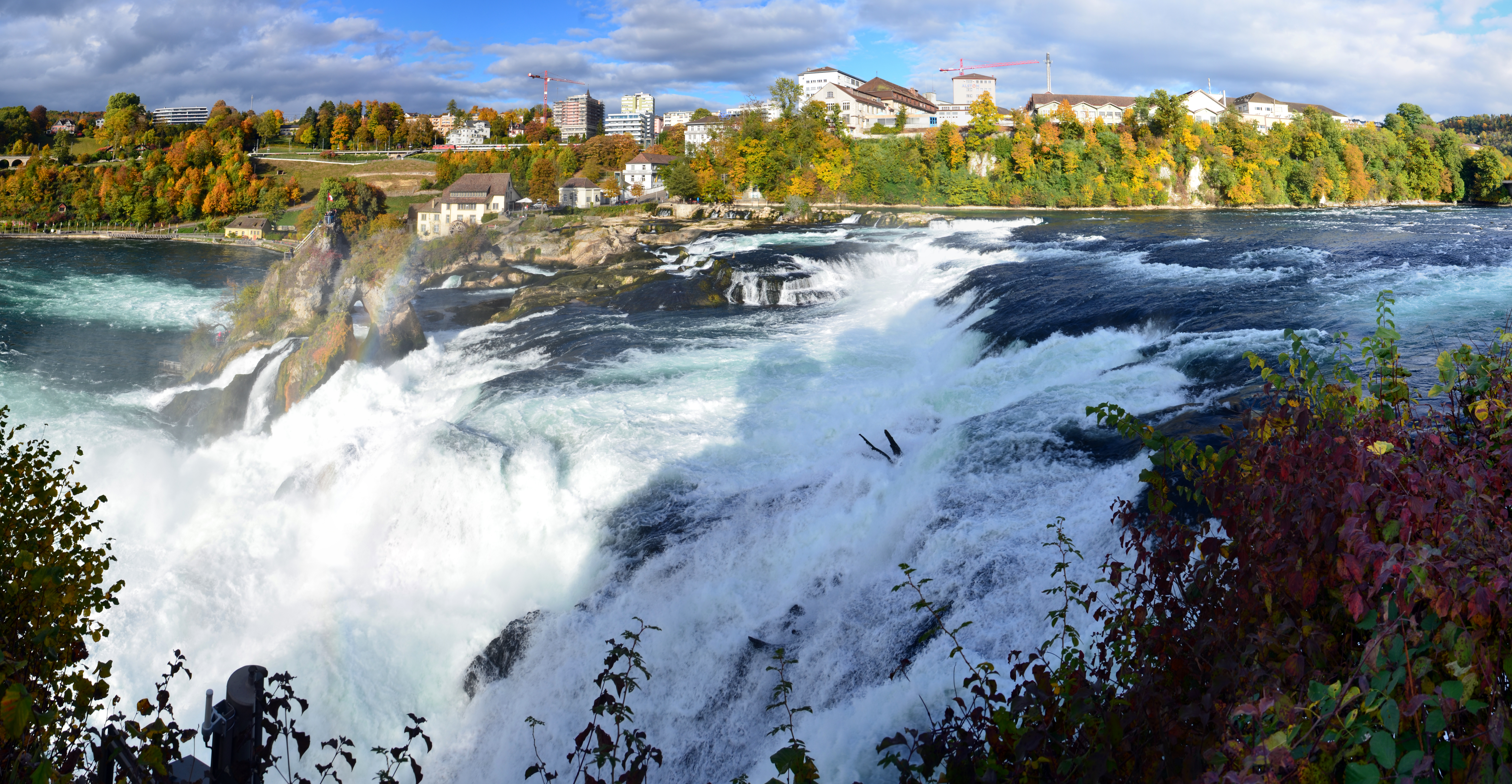
Waterval van de Rijn in Neuhausen am Rheinfall

Wilhelm Helenus van Vloten (Utrecht, 7 februari 1794 – Neuhausen am Rheinfall, 9 maart 1883) was een Nederlandse rechtsgeleerde met een juridische en militaire carrière in Zwitserland.

## Levensloop
Van Vloten behaalde het doctoraat in de rechten aan de universiteit van Leiden in 1816 (Verenigd Koninkrijk der Nederlanden). Hij verhuisde naar het kanton Schaffhausen in Noord-Zwitserland, waar hij de villa Rabenfluh kocht in de industriestad Neuhausen am Rheinfall (1816). In 1817 huwde hij met de Zwitserse Johanna Luise Ziegler. Hij was jaren lid van de Raad van State van het kanton Schaffhausen (1839-1852) en, in deze periode, lid van het Hof van Beroep (1843-1851). Nadien was hij kortstondig lid van de Kleine Raad van het kanton Schaffhausen (1851-1852). 
Vanaf 1832 was hij majoor in het Zwitserse leger en vanaf 1841 luitenant-kolonel. Tevens was hij actief in de Vereniging van Kooplui van Schaffhausen.